# ジェシカ・ペグラ
ジェシカ・ペグラ（Jessica Pegula、1994年2月24日 - ）は、アメリカ合衆国・ニューヨーク州バッファロー出身の女子プロテニス選手。これまでにWTAツアーでシングルス9勝、ダブルス7勝を挙げている。WTAランキング自己最高位はシングルス3位。ダブルス1位。身長170cm、右利き、バックハンド・ストロークは両手打ち。韓国系アメリカ人。
2024年全米オープン女子シングルス準優勝。WTA1000トーナメント3勝。

## 経歴
2011年全米オープンではテイラー・タウンゼントとペアを組み、ワイルドカードで女子ダブルス本選に出場した。1回戦と2回戦に勝利し、3回戦で第3シードのバニア・キングとヤロスラワ・シュウェドワのペアに敗れた。2012年のBNPパリバ・オープンではワイルドカードで女子シングルス予選に出場し、予選を勝ち抜いて本選に出場したが、本選では1回戦でマグダレナ・リバリコバに敗れた。
2015年全米オープンでは女子シングルス予選を勝ち抜き、グランドスラムの本選に初出場した。本選では1回戦でアリソン・バン・アイトバンクに勝利し、2回戦でドミニカ・チブルコバに敗れた。2018年9月のクープ・バンク・ナショナルではクリスティナ・プリスコバ、オンス・ジャバー、第2シードのペトラ・マルティッチ、第5シードのソフィア・ケニンに勝利し、初めて女子シングルスでWTAツアーの決勝に進出した。決勝では第8シードのポーリーン・パルマンティエに敗れて準優勝に終わった。
2022年全仏オープンではコリ・ガウフと10歳差のペアを組んで女子ダブルスに出場した。決勝でキャロリン・ガルシアとクリスティナ・ムラデノビッチのペアに敗れたが準優勝を果たした。

## 人物
父親は実業家で億万長者のテリー・ペグラ。母親は実業家のキム・ペグラ。父親はNFLのバッファロー・ビルズとNHLのバッファロー・セイバーズのオーナーである。母親は韓国の首都ソウル出身であり、5歳でアメリカ合衆国に渡った韓国系アメリカ人である。
2021年には長らく交際していた男性と結婚した。

## WTAツアー決勝進出結果

### シングルス: 19回 (9勝10敗)
| 大会グレード                  |
| ----------------------------- |
| グランドスラム (0–1)          |
| WTAファイナルズ (0–1)         |
| WTA1000トーナメント (3–3)     |
| WTAエリート・トロフィー (0–0) |
| WTA500トーナメント (3–3)      |
| WTA250トーナメント (3–2)      |

| 結果   | No. | 決勝日         | 大会               | サーフェス        | 対戦相手                   | スコア                  |
| ------ | --- | -------------- | ------------------ | ----------------- | -------------------------- | ----------------------- |
| 準優勝 | 1.  | 2018年9月17日  | ケベックシティ     | カーペット (室内) | ポーリーン・パルマンティエ | 5-7, 2-6                |
| 優勝   | 1.  | 2019年8月5日   | ワシントンD.C.     | ハード            | カミラ・ジョルジ           | 6-2, 6-2                |
| 準優勝 | 2.  | 2020年1月12日  | オークランド       | ハード            | セリーナ・ウィリアムズ     | 3-6, 4-6                |
| 準優勝 | 3.  | 2022年5月8日   | マドリード         | クレー            | オンス・ジャバー           | 5-7, 6-0, 2-6           |
| 優勝   | 2.  | 2022年10月24日 | グアダラハラ (en)  | ハード            | マリア・サッカリ           | 6-2, 6-3                |
| 準優勝 | 4.  | 2023年2月18日  | ドーハ             | ハード            | イガ・シフィオンテク       | 3-6, 0-6                |
| 優勝   | 3.  | 2023年8月13日  | モントリオール     | ハード            | リュドミラ・サムソノワ     | 6-1, 6-0                |
| 準優勝 | 5.  | 2023年10月1日  | 東京               | ハード            | ベロニカ・クデルメトバ     | 5-7, 1-6                |
| 優勝   | 4.  | 2023年10月15日 | ソウル             | ハード            | 袁悦                       | 6-2, 6-3                |
| 準優勝 | 6.  | 2023年11月6日  | カンクン           | ハード            | イガ・シフィオンテク       | 1-6, 0-6                |
| 優勝   | 5.  | 2024年6月23日  | ベルリン           | 芝                | アンナ・カリンスカヤ       | 6-7(0-7), 6-4, 7-6(7-3) |
| 優勝   | 6.  | 2024年8月12日  | トロント           | ハード            | アマンダ・アニシモバ       | 6-3, 2-6, 6-1           |
| 準優勝 | 7.  | 2024年8月19日  | シンシナティ       | ハード            | アリーナ・サバレンカ       | 3-6, 5-7                |
| 準優勝 | 8.  | 2024年9月8日   | 全米オープン       | ハード            | アリーナ・サバレンカ       | 5-7, 5-7                |
| 準優勝 | 9.  | 2025年1月11日  | アデレード         | ハード            | マディソン・キーズ         | 3-6, 6-4, 1-6           |
| 優勝   | 7.  | 2025年3月3日   | オースティン       | ハード            | マッカートニー・ケスラー   | 7-5, 6-2                |
| 準優勝 | 10. | 2025年3月30日  | マイアミ           | ハード            | アリーナ・サバレンカ       | 5-7, 2-6                |
| 優勝   | 8.  | 2025年4月7日   | チャールストン     | クレー            | ソフィア・ケニン           | 6-3, 7-5                |
| 優勝   | 9.  | 2025年6月28日  | バート・ホンブルク | 芝                | イガ・シフィオンテク       | 6-4, 7-5                |

### ダブルス: 12回 (7勝5敗)
| 大会グレード                  |
| ----------------------------- |
| グランドスラム (0–1)          |
| WTAファイナルズ (0–0)         |
| WTA1000トーナメント (3–3)     |
| WTAエリート・トロフィー (0–0) |
| WTA500トーナメント (2–1)      |
| WTA250トーナメント (2–0)      |

| 結果   | No. | 決勝日         | 大会           | サーフェス | パートナー             | 対戦相手                                            | スコア                |
| ------ | --- | -------------- | -------------- | ---------- | ---------------------- | --------------------------------------------------- | --------------------- |
| 優勝   | 1.  | 2022年1月9日   | メルボルン     | ハード     | エイジア・ムハンマド   | サラ・エラニ ジャスミン・パオリーニ                 | 6-3, 6-1              |
| 優勝   | 2.  | 2022年2月26日  | ドーハ         | ハード     | コリ・ガウフ           | ベロニカ・クデルメトバ エリーズ・メルテンス         | 3-6, 7-5, [10-5]      |
| 準優勝 | 1.  | 2022年6月5日   | 全仏オープン   | ハード     | コリ・ガウフ           | キャロリン・ガルシア クリスティナ・ムラデノビッチ   | 6-2, 3-6, 2-6         |
| 優勝   | 3.  | 2022年8月7日   | ワシントンD.C. | ハード     | エリン・ラウトリフ     | アンナ・カリンスカヤ キャティ・マクナリー           | 6-3, 5-7, [12-10]     |
| 優勝   | 4.  | 2022年8月15日  | トロント       | ハード     | コリ・ガウフ           | ニコール・メリチャー エレン・ペレス                 | 6-4, 6–7(5-7), [10-5] |
| 優勝   | 5.  | 2022年10月17日 | サンディエゴ   | ハード     | コリ・ガウフ           | ガブリエラ・ダブロウスキー ジュリアーナ・オルモス   | 1-6, 7-5, [10-4]      |
| 優勝   | 6.  | 2023年2月18日  | ドーハ         | ハード     | コリ・ガウフ           | リュドミラ・キチェノク エレナ・オスタペンコ         | 6-4, 2-6, [10-7]      |
| 優勝   | 7.  | 2023年4月3日   | マイアミ       | ハード     | コリ・ガウフ           | レイラ・フェルナンデス テイラー・タウンゼント       | 7-6(8-6), 6-2         |
| 準優勝 | 2.  | 2023年5月7日   | マドリード     | クレー     | コリ・ガウフ           | ビクトリア・アザレンカ ベアトリス・ハダッド・マイア | 1-6, 4-6              |
| 準優勝 | 3.  | 2023年5月21日  | ローマ         | クレー     | コリ・ガウフ           | ストーム・ハンター エリーズ・メルテンス             | 4-6, 4-6              |
| 準優勝 | 4.  | 2024年3月4日   | サンディエゴ   | ハード     | デシラエ・クラウチェク | ニコール・メリチャー エレン・ペレス                 | 1-6, 2-6              |
| 準優勝 | 5.  | 2024年10月13日 | 武漢           | ハード     | エイジア・ムハンマド   | イリーナ・フロマチェワ アンナ・ダニリナ             | 3-6, 6-7(6-8)         |

## 4大大会シングルス成績
略語の説明
| W | F | SF | QF | #R | RR | Q# | LQ | A | Z# | PO | G | S | B | NMS | P | NH |

W=優勝, F=準優勝, SF=ベスト4, QF=ベスト8, #R=#回戦敗退, RR=ラウンドロビン敗退, Q#=予選#回戦敗退, LQ=予選敗退, A=大会不参加, Z#=デビスカップ/BJKカップ地域ゾーン, PO=デビスカップ/BJKカッププレーオフ, G=オリンピック金メダル, S=オリンピック銀メダル, B=オリンピック銅メダル, NMS=マスターズシリーズから降格, P=開催延期, NH=開催なし.
| 大会           | 2011 | 2012 | 2013 | 2014 | 2015 | 2016 | 2017 | 2018 | 2019 | 2020 | 2021 | 2022 | 2023 | 2024 | 2025 | 通算成績 |
| -------------- | ---- | ---- | ---- | ---- | ---- | ---- | ---- | ---- | ---- | ---- | ---- | ---- | ---- | ---- | ---- | -------- |
| 全豪オープン   | A    | A    | LQ   | A    | A    | LQ   | A    | A    | A    | 1R   | QF   | QF   | QF   | 2R   | 3R   | 15–6     |
| 全仏オープン   | A    | A    | LQ   | A    | LQ   | LQ   | A    | A    | 1R   | 1R   | 3R   | QF   | 3R   | A    | 4R   | 11–6     |
| ウィンブルドン | A    | A    | LQ   | A    | LQ   | LQ   | A    | A    | 1R   | NH   | 2R   | 3R   | QF   | 2R   | 1R   | 8–6      |
| 全米オープン   | LQ   | LQ   | A    | A    | 2R   | 1R   | LQ   | LQ   | 1R   | 3R   | 3R   | QF   | 4R   | F    |      | 18–8     |